# ウィア＝フェラン構造
| Weaire–Phelan structure                    | Weaire–Phelan structure  |
| ------------------------------------------ | ------------------------ |
| Weaire–Phelan structure (polyhedral cells) |                          |
| 空間群 Fibrifold 記法 コクセター記法       | Pm3n (223) 2o [[4,3,4]+] |

幾何学においてウィア＝フェラン構造（ウィア＝フェランこうぞう、英: Weaire–Phelan structure）とは、等しいサイズの泡からなるフォーム（泡の集合体）を表す3次元構造の一種である。1993年、ダブリン大学トリニティ・カレッジの物理学者デニス・ウィア（en:Denis Weaire）とその学生ロバート・フェランは、フォームの計算機シミュレーションを通じて、この構造が「ケルヴィン問題」の最適解だと信じられていたケルヴィン構造より優れていることを発見した。

## ケルヴィン予想

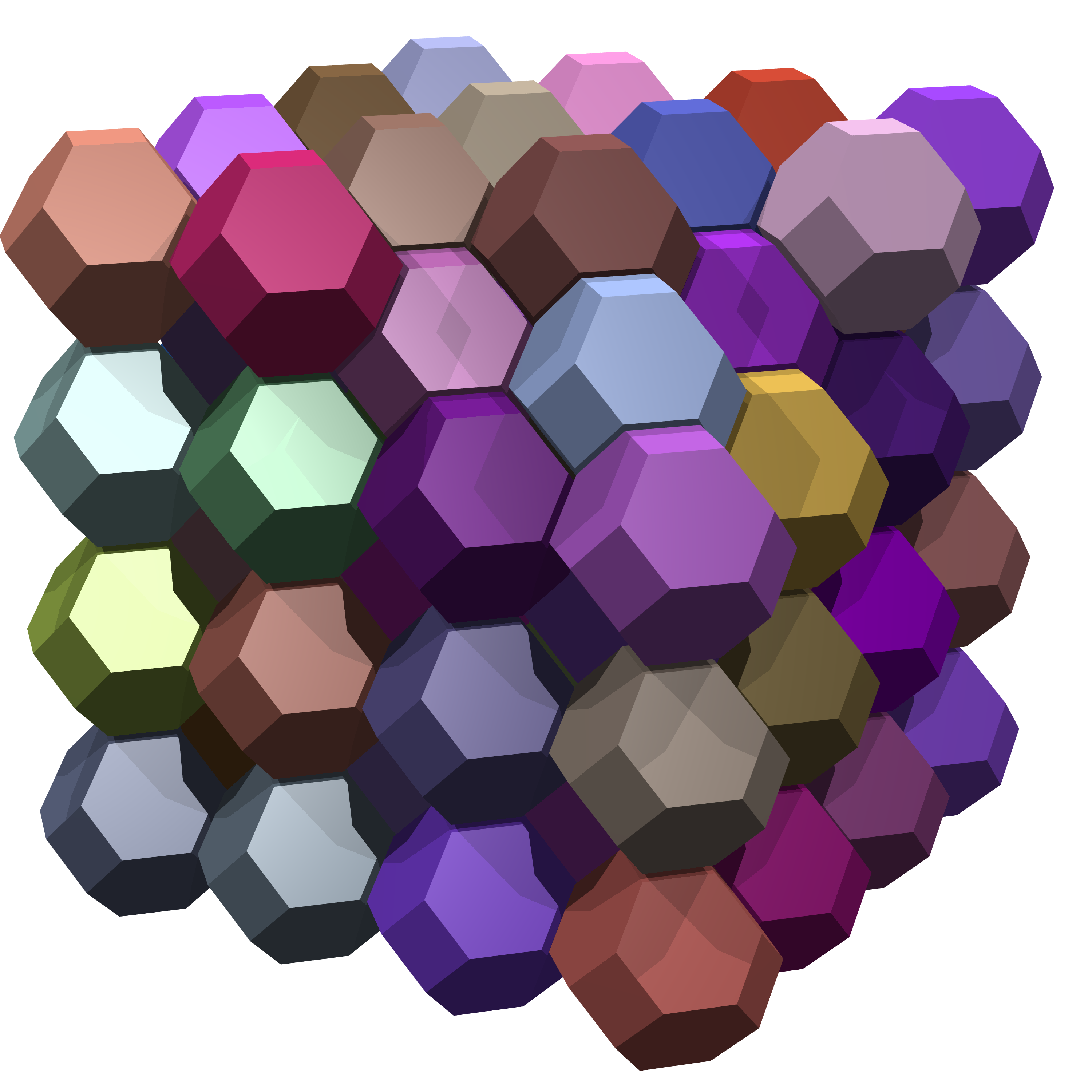
切頂八面体型の「泡」からなる多面体「フォーム」

1887年、ケルヴィン卿は、空間を等しい体積のセルに分割するとき境界面積を最小にするにはどうすればいいか、つまり最も効率的なフォーム構造はどのようなものか、という問いを立てた。この問題はそれ以来ケルヴィン問題と呼ばれるようになった。
その解としてケルヴィンが提示したフォームは切頂八面体による空間充填（en: bitruncated cubic honeycomb）を模したもので、ケルヴィン構造として知られている。これは凸一様充填（en: convex uniform honeycomb）であり、構成単位の切頂八面体は正方形の面6枚と正六角形の面8枚を持つ十四面体で、それ一種のみで空間を充填することができる。ケルヴィン構造における十四面体セルは厳密には多面体ではなく、六角形の面がわずかに曲率を持っている。これはフォームの構造を支配するプラトーの法則の要請によるものである。

この構造がケルヴィン問題の最適解であり、切頂八面体による空間充填がもっとも効率的なフォームを与える、とするのがケルヴィン予想である。ケルヴィン予想は広く受け入れられており、100年以上にわたって反例が知られていなかったが、ウィア＝フェラン構造の発見によって覆されることになった。

## ウィア＝フェラン構造の特徴

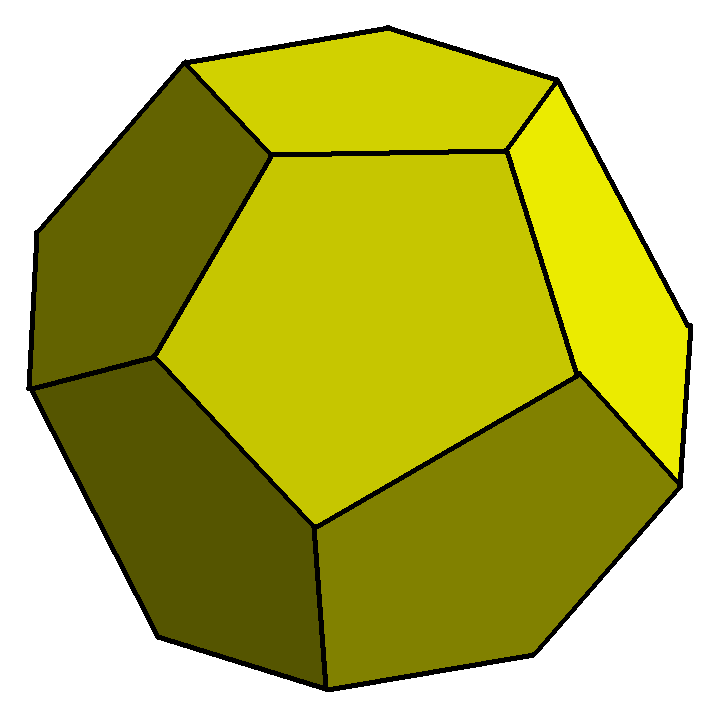
十二面体

ウィア＝フェラン構造はケルヴィン構造と異なり2種類のセルからなる。ただし、それらの体積は等しい。
セルの一つは五角十二面体である。五角形の面を12枚持つものの正十二面体ではなく、対称性は黄鉄鉱体型（Th）である。

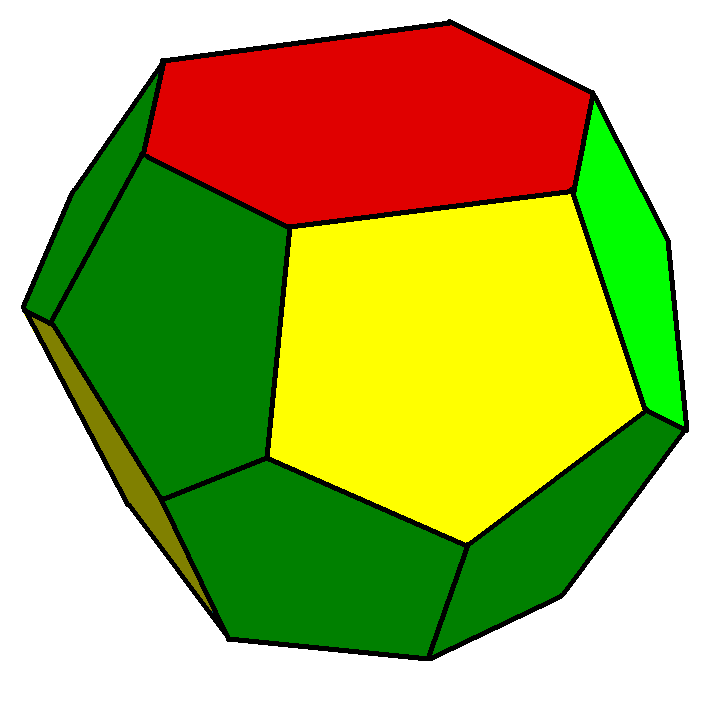
十四面体

もう一つは切頂ねじれ双六角錐（en:truncated hexagonal trapezohedron）である。六角形の面2枚と五角形の面12枚を持つ十四面体で、反角柱の対称性(D2d)を持つ。ケルヴィン構造の六角形と同じように、どちらのセルでも五角形はわずかに曲がっている。
ウィア＝フェラン構造の境界面積はケルヴィン構造よりも0.3%低いが、現時点ではこれが最適構造だとは証明されていない。
ウィア＝フェラン構造は自然界に存在する。体積の等しい泡の集合体に適切な境界条件を与えれば、自己組織的にA15相を取ることが実験的に示されている。A15相とはウィア＝フェラン構造における各セルの重心に原子を置いた結晶構造をいう。

## 多面体ウィア＝フェラン構造

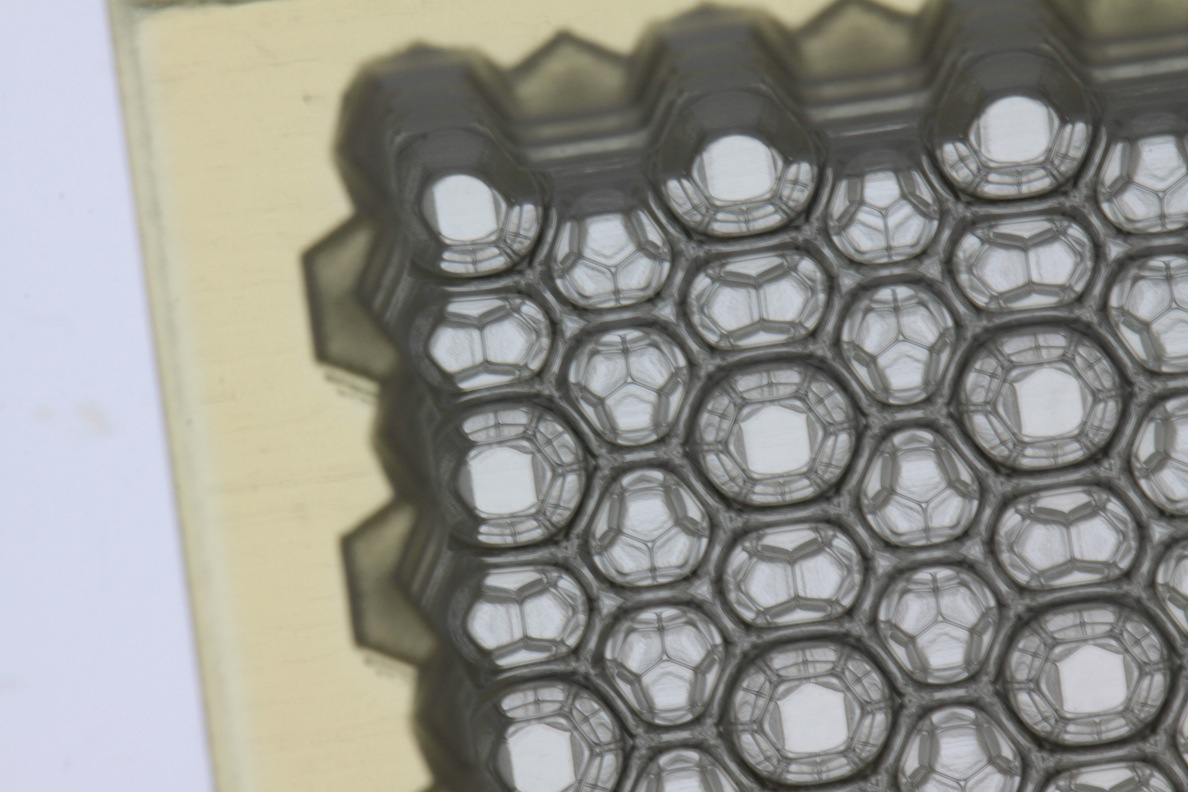
フォーム中の泡に結晶格子を組ませるためのモールド

ウィア＝フェラン構造の面と辺から曲率を取り去ると多面体による充填が得られるが、これも広い意味でウィア＝フェラン構造と呼ばれる。このような空間充填が存在することはウィアとフェラン以前から知られていた が、ケルヴィン問題への応用は手つかずだった。
化学の分野で多面体ウィア＝フェラン構造と等しい結晶構造が発見されている。通常「I型クラスレート構造」と呼ばれるもので、メタンやプロパン、二酸化炭素によるガスハイドレートは低温でこの構造を取る。ウィア＝フェラン構造における辺のノードに水分子が位置して互いに水素結合を作り、サイズの大きいメタンなどの分子が多面体ケージ内に包接されたものである。
アルカリ金属のケイ化物ならびにゲルマニウム化物の中にもこの構造を取るものがある（SiまたはGeがノード、アルカリ金属がケージ内）。シリカ鉱物の一種、メラノフロジャイトも同様である（Siがノードに位置し、Oが辺に沿って結合を作る）。メラノフロジャイトは SiO2 の準安定形で、気体分子がケージ内にトラップされることによって安定化する。国際ゼオライト学会はメラノフロジャイトと同型の骨格構造にMEP（MElanoPhlogite）のシンボルを割り当てている。
フランク＝カスパー相として知られる一群の構造にも多面体ウィア＝フェラン構造が含まれる。
近年、ウィア＝フェラン構造とそっくりなナノ物質がパラジウム基板において鉛パラジウム合金薄膜で発見されている。北京オリンピックの北京国家水泳センター（通称ウォーターキューブ）にちなんで、「ナノウォーターキューブ（Nano WaterCube）」と命名された。

## 応用

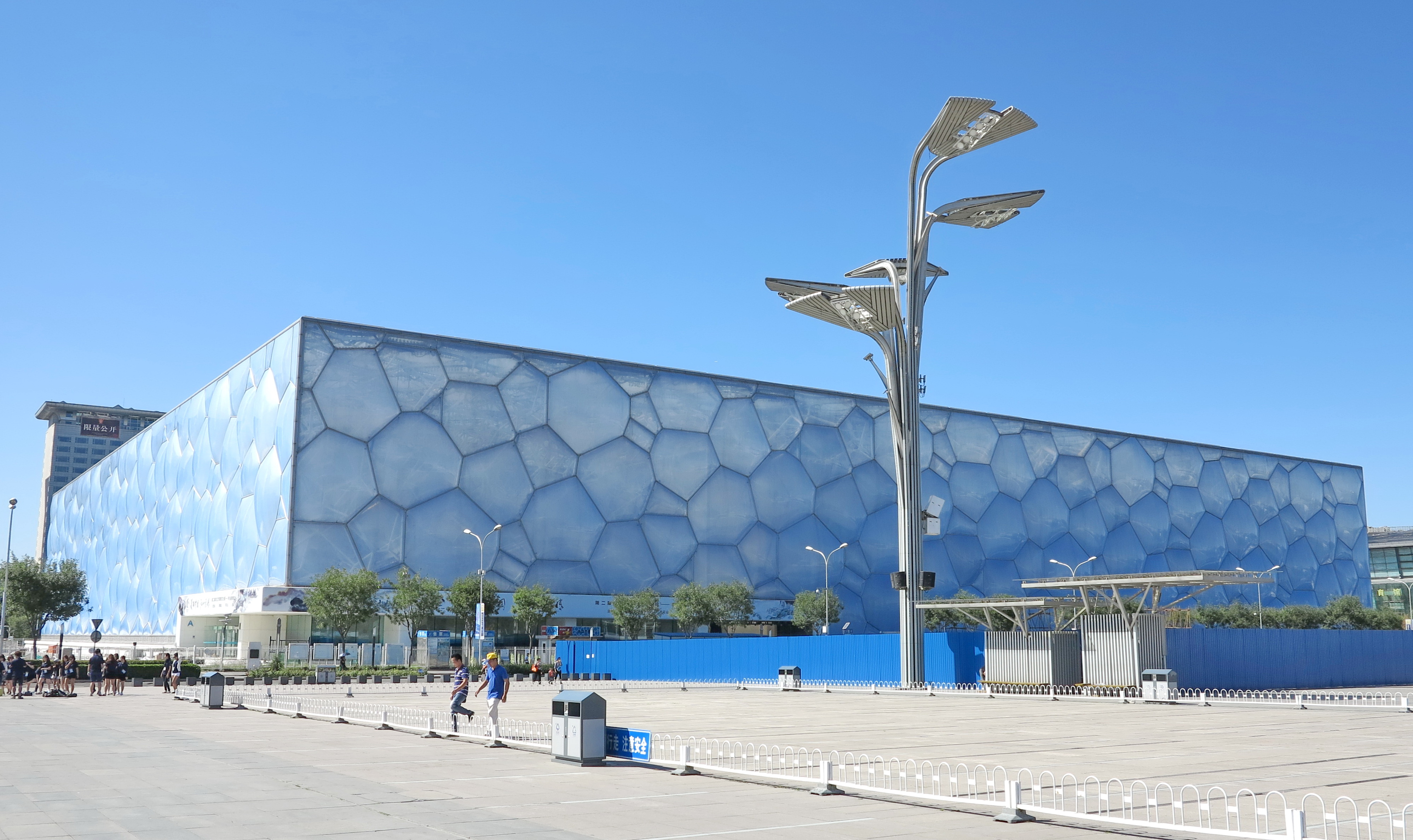
北京国家水泳センター

2008年の北京オリンピックのために建設された北京国家水泳センター（通称：ウォーターキューブ）のデザインはウィア＝フェラン構造をモチーフとしており、強靭さと軽さを両立させている。構造材が正四面体になるべく近い角度をなすように接合することで、2次元における六角形と同じように、少量の支持材による骨組みで広い空間を埋めることができたのである。